# Márta Mészáros
Pour les articles homonymes, voir Mészáros.
Dans le nom hongrois Mészáros Márta, le nom de famille précède le prénom, mais cet article utilise l’ordre habituel en français Márta Mészáros, où le prénom précède le nom.
Márta Mészáros née le 19 septembre 1931 à Kispest (Budapest) est une réalisatrice et scénariste hongroise.

## Biographie
Márta Mészáros est la fille du sculpteur Lászlo Mészáros. Ses parents immigrent au Kazakhstan. Ils sont en danger lorsque la Hongrie s'allie aux nazis. Son père est arrêté par les autorités staliniennes en 1938 à Frounzé (Kirghizistan). Il disparaît, victime des purges. Durant la Seconde Guerre mondiale, Márta Mészáros est affectée par un autre drame : le décès de sa mère, atteinte du typhus. Orpheline, elle est acheminée vers son pays natal après la guerre, où elle est prise en charge par une mère adoptive, celle-ci occupant un rang élevé dans l'appareil du pouvoir hongrois (la trilogie des Napló -  Mes enfants, Êtres aimés et Père et mère -, et l' Ultime journal, réalisés entre 1982 et 2000 y font nettement allusion). Elle va bénéficier d'une bourse pour entreprendre des études cinématographiques au VGIK de Moscou qui lui décerne un diplôme de mise en scène. Revenue en Hongrie, elle réalise, entre 1959 et 1971, plus d'une vingtaine de courts métrages. Son premier long métrage, Cati (Eltávozott nap) (1968) traite d'une histoire qui lui sera désormais familière : celle d'une jeune femme privée de cadre affectif et familial.

« Il est évident que l'absence écrasante du père, la dissolution de la famille, l'isolement affectif au sein de communautés imposées, internats ou foyers, l'acharnement à vouloir exister par et pour soi sont des clés qui donnent accès, presque mécaniquement, à la part la plus dure, la plus forte de son œuvre. Mais ces clés n'expliquent pas tout. »

— suggère Jean-Pierre Jeancolas

Il faut, parallèlement, faire grand cas d'un second thème dans l'œuvre de Márta Mészáros : 

« l'affirmation par la femme de son autonomie, le plus souvent par la maternité désirée et assumée, même contre la volonté du géniteur (Adoption - Örökbefogadás) (1975) et Neuf mois l'année suivante), mais simplement aussi par le désir de mener une vie indépendante sur le plan professionnel et/ou sentimental (Elles deux en 1977 notamment). »

— Marcel Martin, Dictionnaire du cinéma, Éditions Larousse, 1986
La vague féministe des années soixante-dix ne s'y est pas trompée, qui l'a reconnue comme l'une de ses cinéastes de prédilection - en Europe de l'Est et au-delà.
En 2019, le Hungarian National Film Fund restaure les films de Márta Mészáros. 

## Nominations
- Membre du jury au Festival de Berlin en 1976
- Membre du jury au Festival de Venise en 1983

## Prix et récompenses
- Prix Béla Balázs en 1977
- Prix Kossuth en 1990

- Ours d'or du Meilleur film pour Adoption en 1975
- Grand prix au Festival de Cannes pour Journal à mes enfants (Napló gyermekeimnek) en 1984
- Prix honorifique aux Prix du cinéma européen 2021[3]

## Filmographie

### Comme réalisatrice

#### Courts métrages
- 1954 : ...és újtra mosolyognak
- 1955 : Túl a Cálvin téren
- 1955 : Mindennapi történet
- 1955 : Albertfalvai történetek
- 1956 : Országutak vándora
- 1957 : Sa zîmbeasca toti copii
- 1958 : Popas în tabara de vara
- 1959 : Schimbul de mîine
- 1959 : Az Élet megy tovább
- 1960 : T Sz elnökröl, Egy
- 1960 : Rajtunk is múlik
- 1960 : Az Öszibarack termesztése
- 1960 : Az Eladás müvészete
- 1961 : Vásárhelyi színek
- 1961 : Szívdobogás
- 1961 : A Szár és gyökér fejlödése
- 1961 : Danulonggártás
- 1962 : Tornyai János
- 1962 : Nagyüzemi tojástermelés
- 1962 : A Labda varázsa
- 1962 : Kamaszváros
- 1962 : Gyerekek - könyvek
- 1963 : Szeretet
- 1963 : Munka vagy hiratás
- 1963 : 1963. július 27, szombat
- 1964 : Kiáltó
- 1964 : Festök városa - Szentendre
- 1964 : Bóbita
- 1965 : 15 perc - 15 évröl
- 1966 : Harangok városa - Veszprém
- 1966 : Borsos Miklós
- 1968 : Mészáros László emlékére
- 1972 : A Lörinci fonóban
- 1986 : Ave Maria, documentaire
- 2001 : Csodálatos mandarin

#### Longs métrages
- 1968 : Cati (Eltávozott nap)
- 1969 : Marie (Holdudvar)
- 1970 : La Belle et le Vagabond (Szép lányok, ne sírjatok!)
- 1973 : Szeptember végén (TV)
- 1973 : Szabad lélegzet
- 1975 : Adoption (Örökbefogadás)
- 1976 : Neuf Mois (Kilenc hónap)
- 1977 : Elles deux (Ök ketten)
- 1978 : Comme chez nous (Olyan mint otthon)
- 1979 : Útközben
- 1980 : Les Héritières (Örökség)
- 1981 : Une mère, une fille (Anna)
- 1982 : Néma kiáltás
- 1984 : Délibábok országa
- 1984 : Journal à mes enfants (Napló gyermekeimnek)
- 1987 : Journal à mes amours (Napló szerelmeimnek)
- 1989 : Bye bye chaperon rouge (Piroska és a farkas )
- 1990 : Journal pour mon père et ma mère (Napló apámnak, anyámnak)
- 1992 : Edith és Marlene (TV)
- 1993 : A magzat
- 1995 : La Septième Demeure (Siódmy pokój)
- 1999 : Les Filles de la fortune (pl) (A Szerencse lányai)
- 2000 : Kisvilma - Terre d'espérance (pl) (Kisvilma - Az utolsó napló)
- 2004 : A temetetlen halott
- 2009 : Le Dernier Rapport sur Anna (Utolsó jelentés Annáról)
- 2017 : Aurora Borealis: Északi fény

### Comme scénariste
- 1969 : Marie (Holdudvar)
- 1968 : Cati (Eltávozott nap)
- 1973 : Szabad lélegzet
- 1975 : Adoption
- 1976 : Neuf Mois (Kilenc hónap)
- 1977 : Les Deux Berges (Ök ketten)
- 1978 : Comme chez nous (Olyan mint otthon)
- 1979 : Útközben
- 1980 : Les Héritières (Örökség)
- 1984 : Journal à mes enfants (Napló gyermekeimnek)
- 1987 : Napló szerelmeimnek
- 1989 : Bye bye chaperon rouge
- 1990 : Napló apámnak, anyámnak
- 1993 : A magzat
- 1995 : La Septième Demeure (Siódmy pokój)
- 1999 : Les Filles de la fortune (pl) (A Szerencse lányai)
- 2000 : Kisvilma - Terre d'espérance (pl) (Kisvilma - Az utolsó napló)